# Мануель Еррерос
Мануель Еррерос Касас, відомий також за прізвиськом „Чампі“ (ісп. Manuel Herreros Casas; народився 20 квітня 1963 в Вільярробледо, Іспанія) — іспанський мотогонщик. Останній чемпіон світу з шосейно-кільцевих мотогонок MotoGP в класі 80cc (1989). Чемпіон Іспанії у цьому ж класі (1987).

## Кар'єра
Еррерос за свою кар'єру узяв участь у 62 гонках чемпіонату світу MotoGP в період 1984-1991 років. У 1989 він виграв останній чемпіонат світу в класі 80cc, не здобувши протягом сезону жодної перемоги. Той сезон став першим сезоном домінування іспанських гонщиків у менших класах чемпіонату, оскільки в 125cc тріумфував Алекс Крівіль, а в 250cc — Сіто Понс.
Загалом за кар'єру він здобув дві перемоги на етапах серії Гран-Прі, обидві в класі 80cc: на Гран-Прі Західної Німеччини у сезоні 1986 та у Сан Марино в 1987-му. Єдиний подіум в класі 125cc він здобув у сезоні 1988, на Гран-Прі Націй.

## Статистика виступів

### MotoGP
Система нарахування очок, яка діяла у 1969-1987 роки:
| Місце | 1  | 2  | 3  | 4 | 5 | 6 | 7 | 8 | 9 | 10 |
| Очки  | 15 | 12 | 10 | 8 | 6 | 5 | 4 | 3 | 2 | 1  |

Система нарахування очок, яка діяла з 1988 року:
| Місце | 1  | 2  | 3  | 4  | 5  | 6  | 7 | 8 | 9 | 10 | 11 | 12 | 13 | 14 | 15 |
| Очки  | 20 | 17 | 15 | 13 | 11 | 10 | 9 | 8 | 7 | 6  | 5  | 4  | 3  | 2  | 1  |

#### У розрізі сезонів
| Сезон  | Клас   | Мотоцикл | Гонки | Пер | Под | ПП | Очки | Місце |
| ------ | ------ | -------- | ----- | --- | --- | -- | ---- | ----- |
| 1984   | 80cc   | Derbi    | 1     | 0   | 0   | 0  | 0    | —     |
| 1984   | 125cc  | MBA      | 1     | 0   | 0   | 0  | 6    | 15    |
| 1985   | 80cc   | Derbi    | 6     | 0   | 3   | 0  | 45   | 4     |
| 1985   | 125cc  | MBA      | 1     | 0   | 0   | 0  | 0    | —     |
| 1986   | 80cc   | Derbi    | 9     | 1   | 6   | 0  | 85   | 2     |
| 1987   | 80cc   | Derbi    | 9     | 1   | 5   | 0  | 86   | 2     |
| 1988   | 80cc   | Derbi    | 6     | 0   | 3   | 0  | 69   | 4     |
| 1988   | 125cc  | Derbi    | 6     | 0   | 1   | 0  | 30   | 15    |
| 1989   | 80cc   | Derbi    | 6     | 0   | 4   | 0  | 92   | 1     |
| 1990   | 125cc  | JJ Cobas | 12    | 0   | 0   | 0  | 0    | —     |
| 1991   | 125cc  | JJ Cobas | 5     | 0   | 0   | 0  | 6    | 33    |
| Всього | Всього | Всього   | 62    | 2   | 22  | 0  | 419  |       |